# Seznam medailistů na halovém mistrovství Evropy v běhu na 60 m překážek
Běh na 60 metrů překážek je do programu halového mistrovství Evropy zařazen od prvních ročníků šampionátu.

## Muži
| Rok      | Místo         | Zlato                   | Výkon vítěze (s) | Stříbro                 | Bronz                   |
| -------- | ------------- | ----------------------- | ---------------- | ----------------------- | ----------------------- |
| HME 1970 | Vídeň         | Günther Nickel          | 7,8              | Frank Siebeck           | Guy Drut                |
| HME 1971 | Sofie         | Eckart Berkes           | 7,8              | Alexandr Demus          | Sergio Liani            |
| HME 1972 | Grenoble      | běželo se 50 m překážek | ------           | běželo se 50 m překážek | běželo se 50 m překážek |
| HME 1973 | Rotterdam     | Frank Siebeck           | 7,71             | Adam Galant             | Thomas Munkelt          |
| HME 1974 | Göteborg      | Anatolij Mošiašvili     | 7,66             | Mirosław Wodzyński      | Frank Siebeck           |
| HME 1975 | Katovice      | Leszek Wodzyński        | 7,69             | Frank Siebeck           | Eduard Perevercev       |
| HME 1976 | Mnichov       | Viktor Mjasnikov        | 7,78             | Berwyn Price            | Zbigniew Jankowski      |
| HME 1977 | San Sebastián | Thomas Munkelt          | 7,62             | Viktor Mjasnikov        | Arto Bryggare           |
| HME 1978 | Milán         | Thomas Munkelt          | 7,62             | Vjačeslav Kulebjakin    | Giuseppe Buttari        |
| HME 1979 | Vídeň         | Thomas Munkelt          | 7,59             | Arto Bryggare           | Eduard Pereverzev       |
| HME 1980 | Sindelfingen  | Jurij Červaňov          | 7,54             | Romuald Giegiel         | Javier Moracho          |
| HME 1981 | Grenoble      | běželo se 50 m překážek | ------           | běželo se 50 m překážek | běželo se 50 m překážek |
| HME 1982 | Milán         | Alexandr Pučkov         | 7,73             | Plamen Krastev          | Karl-Werner Dönges      |
| HME 1983 | Budapešť      | Thomas Munkelt          | 7,48             | Arto Bryggare           | Andreas Oschkenat       |
| HME 1984 | Göteborg      | Romuald Giegiel         | 7,62             | György Bakos            | Jiří Hudec              |
| HME 1985 | Pireus        | György Bakos            | 7,6              | Jiří Hudec              | Vjačeslav Ustinov       |
| HME 1986 | Madrid        | Javier Moracho          | 7,67             | Daniele Fontecchio      | Holger Pohland          |
| HME 1987 | Liévin        | Arto Bryggare           | 7,59             | Colin Jackson           | Nigel Walker            |
| HME 1988 | Budapešť      | Aleš Höffer             | 7,56             | Jon Ridgeon             | Carlos Sala             |
| HME 1989 | Haag          | Colin Jackson           | 7,59             | Holger Pohland          | Philippe Tourret        |
| HME 1990 | Glasgow       | Igors Kazanovs          | 7,52             | Tony Jarrett            | Florian Schwarthoff     |
| HME 1992 | Janov         | Igors Kazanovs          | 7,55             | Tomasz Nagórka          | Jiří Hudec              |
| HME 1994 | Paříž         | Colin Jackson           | 7,41             | Gheorghe Boroi          | Mike Fenner             |
| HME 1996 | Stockholm     | Igors Kazanovs          | 7,59             | Guntis Peders           | Jonathan Nsenga         |
| HME 1998 | Valencie      | Igors Kazanovs          | 7,54             | Tomasz Ścigaczewski     | Mike Fenner             |
| HME 2000 | Gent          | Staņislavs Olijars      | 7,50             | Tony Jarrett            | Tomasz Ścigaczewski     |
| HME 2002 | Vídeň         | Colin Jackson           | 7,40 - RHME      | Elmar Lichtenegger      | Staņislavs Olijars      |
| HME 2005 | Madrid        | Ladji Doucouré          | 7,50             | Felipe Vivancos         | Robert Kronberg         |
| HME 2007 | Birmingham    | Gregory Sedoc           | 7,63             | Marcel van der Westen   | Jackson Quiñónez        |
| HME 2009 | Turín         | Ladji Doucouré          | 7,55             | Gregory Sedoc           | Petr Svoboda            |
| HME 2011 | Paříž         | Petr Svoboda            | 7,49             | Garfield Darien         | Adrien Deghelt          |
| HME 2013 | Göteborg      | Sergej Šubenkov         | 7,49             | Paolo Dal Molin         | Pascal Martinot-Lagarde |
| HME 2015 | Praha         | Pascal Martinot-Lagarde | 7,49             | Dimitri Bascou          | Wilhem Belocian         |
| HME 2017 | Bělehrad      | Andrew Pozzi            | 7,51             | Pascal Martinot-Lagarde | Petr Svoboda            |
| HME 2019 | Glasgow       | Milan Trajković         | 7,60             | Pascal Martinot-Lagarde | Aurel Manga             |
| HME 2021 | Toruň         | Wilhem Belocian         | 7,42             | Andy Pozzi              | Paolo Dal Molin         |
| HME 2023 | Istanbul      | Jason Joseph            | 7,41             | Jakub Szymanski         | Just Kwaou-Mathey       |
| HME 2025 | Apeldoorn     |                         |                  |                         |                         |

## Ženy
| Rok      | Místo         | Zlato                   | Výkon vítěze (s) | Stříbro                 | Bronz                   |
| -------- | ------------- | ----------------------- | ---------------- | ----------------------- | ----------------------- |
| HME 1970 | Vídeň         | Karin Balzerová         | 8,2              | Lija Chitrinová         | Teresa Sukniewiczová    |
| HME 1971 | Sofie         | Karin Balzerová         | 8,1              | Annelie Ehrhardtová     | Teresa Sukniewiczová    |
| HME 1972 | Grenoble      | běželo se 50 m překážek | ------           | běželo se 50 m překážek | běželo se 50 m překážek |
| HME 1973 | Rotterdam     | Annelie Ehrhardtová     | 8,02             | Valeria Bufanuová       | Teresa Nowaková         |
| HME 1974 | Göteborg      | Grażyna Rabsztynová     | 8,08             | Annerose Fiedlerová     | Meta Antenenová         |
| HME 1975 | Katovice      | Grażyna Rabsztynová     | 8,04             | Annelie Ehrhardtová     | Taťjana Anisimovová     |
| HME 1976 | Mnichov       | Grażyna Rabsztynová     | 7,96             | Natalja Lebeděvová      | Bożena Nowakowská       |
| HME 1977 | San Sebastián | Ljubov Nikitěnková      | 8,29             | Zofia Filipová          | Rita Bottiglieriová     |
| HME 1978 | Milán         | Johanna Klierová        | 7,94             | Grażyna Rabsztynová     | Silvia Kempinová        |
| HME 1979 | Vídeň         | Danuta Perkaová         | 7,95             | Grażyna Rabsztynová     | Nina Morgulinová        |
| HME 1980 | Sindelfingen  | Zofia Bielczyková       | 7,77             | Grażyna Rabsztynová     | Natalja Lebeděvová      |
| HME 1981 | Grenoble      | běželo se 50 m překážek | ------           | běželo se 50 m překážek | běželo se 50 m překážek |
| HME 1982 | Milán         | Kerstin Knabeová        | 7,89             | Bettine Jahnová         | Jordanka Donkovová      |
| HME 1983 | Budapešť      | Bettine Jahnová         | 7,75             | Kerstin Knabeová        | Taťána Meljuvanjecová   |
| HME 1984 | Göteborg      | Lucyna Kałeková         | 7,96             | Věra Akimovová          | Jordanka Donkovová      |
| HME 1985 | Pireus        | Cornelia Oschkenatová   | 7,90             | Ginka Zagorčevová       | Anne Piquerauová        |
| HME 1986 | Madrid        | Cornelia Oschkenatová   | 7,79             | Anne Piquereauová       | Kerstin Knabeová        |
| HME 1987 | Liévin        | Jordanka Donkovová      | 7,79             | Gloria Uibelová         | Ginka Zagorčevová       |
| HME 1988 | Budapešť      | Cornelia Oschkenatová   | 7,77             | Marjan Olijslagerová    | Mihaela Pogacianová     |
| HME 1989 | Haag          | Jordanka Donkovová      | 7,87             | Ludmila Narožilenková   | Gabi Rothová            |
| HME 1990 | Glasgow       | Ludmila Narožilenková   | 7,74 - RHME      | Monique Éwanjé-Épée     | Mihaela Pogacianová     |
| HME 1992 | Janov         | Ludmila Narožilenková   | 7,82             | Monique Éwanjé-Épée     | Jordanka Donkovová      |
| HME 1994 | Paříž         | Jordanka Donkovová      | 7,85             | Eva Sokolovová          | Anne Piquerauová        |
| HME 1996 | Stockholm     | Patricia Girardová      | 7,89             | Brigita Bukovecová      | Monique Tourretová      |
| HME 1998 | Valencie      | Patricia Girardová      | 7,85             | Světlana Lauchovová     | Diane Allahgreenová     |
| HME 2000 | Gent          | Linda Fergaová          | 7,88             | Patricia Girardová      | Olena Krasovská         |
| HME 2002 | Vídeň         | Linda Fergaová          | 7,96             | Kirsten Bolmová         | Patricia Girardová      |
| HME 2005 | Madrid        | Susanna Kallurová       | 7,80             | Jenny Kallurová         | Kirsten Bolmová         |
| HME 2007 | Birmingham    | Susanna Kallurová       | 7,87             | Alexandra Antonovová    | Kirsten Bolmová         |
| HME 2009 | Turín         | Eline Beringsová        | 7,92             | Lucie Škrobáková        | Derval O'Rourkeová      |
| HME 2011 | Paříž         | Carolin Nytraová        | 7,80             | Tiffany Ofiliová        | Christina Vukičevičová  |
| HME 2013 | Göteborg      | Alina Talajová          | 7,94             | Veronica Borsiová       | Derval O'Rourkeová      |
| HME 2015 | Praha         | Alina Talajová          | 7,85             | Lucy Hatton             | Serita Solomon          |
| HME 2017 | Bělehrad      | Cindy Rolederová        | 7,88             | Alina Talajová          | Pamela Dutkiewiczová    |
| HME 2019 | Glasgow       | Nadine Visserová        | 7,87             | Cindy Rolederová        | Elvira Hermanová        |
| HME 2021 | Toruň         | Nadine Visserová        | 7,77             | Cynthia Semberová       | Tiffany Porterová       |
| HME 2023 | Istanbul      | Reetta Hurskeová        | 7,79             | Nadine Visserová        | Ditaji Kambundjiová     |
| HME 2025 | Apeldoorn     |                         |                  |                         |                         |